# Estación de Torre Triana
Torre Triana será una estación de las líneas 2 y 4 del metro de Sevilla situada en el distrito de Triana en las inmediaciones del edificio administrativo del mismo nombre y del complejo financiero y de ocio Puerto Triana y del World Trade Center. También hacen parada en la zona varias líneas de autobuses urbanos e interurbanos.
Según los anteproyectos presentados por la consejería de Obras Públicas el 7 de junio de 2010, esta estación constará de varios niveles, a una profundidad menor se situará el vestíbulo principal de la estación, y justo debajo, a unos 14 metros bajo el nivel de calle, los andenes de la línea 4, esta fase de la estación sería construida mediante la técnica de muros pantalla. Mientras tanto, el andén de la línea 2 se encontraría varios niveles más abajo, a una profundidad bajo el nivel de calle en torno a los 52 metros, ya que el trazado de la línea 2 viene de salvar el paso bajo el río y los sótanos del complejo Puerto Triana, situados a una profundidad de unos 22 metros.

## Accesos
- Ascensor C/ Inca Garcilaso (Esquina WTC)
- Ascensor C/ Inca Garcilaso (Esquina Puerto Triana)
- World Trade Center C/ Inca Garcilaso s/n.
- Puerto Triana C/ Inca Garcilaso s/n.
- C/ Inca Garcilaso s/n. (Esquina Torre Triana)

## Datos de interés
- Accesos: 2
- Ascensor: Sí
- Andenes: Laterales
- Longitud de andenes: 66/68 m

## Líneas y correspondencias
| << cabecera | < estación | Línea | estación >      | cabecera >>    |
| ----------- | ---------- | ----- | --------------- | -------------- |
| Terminal    | Terminal   |       | Plaza de Armas  | Polígono Parsi |
| Circular    | Cartuja    |       | Ronda de Triana | Circular       |

### Otras conexiones
- Estación de autobuses interurbanos.
- Parada de autobuses urbanos.

- Datos: Q5847341